# Pukete
Pukete est une banlieue de bord de rivière du nord-ouest de la cité de Hamilton située dans l'Île du Nord de la Nouvelle-Zélande.

## Caractéristiques
Le Pa de Pukete  est localisé au nord de la banlieue sur une falaise dominant les berges du fleuve Waikato à l’extrémité nord au niveau de ‘Braithwate Park’.
Le pa était en usage jusqu’à l’arrivée de colons militaires en 1863.
Le chemin le long de la rive du fleuve, qui comprend de multiples ponts piétonniers, peut être utilisé par les randonneurs mais aussi par les cyclistes, mais la partie inférieure est sujette aux inondations en hiver. En particulier, un pont piéton relie le ‘Parc Braithwaite’ au quartier de Flagstaff sur le côté est du fleuve Waikato. Le chemin empierré du parc à une zone d’herbe pour les ébats des chiens.
Il y a une petite plage sur le côté ouest du fleuve au niveau du ‘Parc Braithwaite’ souvent utilisée en été pour le ski nautique et par les pique-niqueurs.
Vers le nord de la zone résidentielle se trouve la piste de Mountain Bike de Pukete, un centre équestre et une rampe de lancement à 2 voies dans le fleuve Waikato, le tout dans le Parc de ‘Pukete Farm’.
Un chemin en ciment sur les berges de la rivière, pour les vélos tout-terrain et les piétons circule du nord à partir de la voie de ‘Mountain View Lane’ commençant sur le côté sud-est de l’usine de lait en poudre de ‘Fonterra Te Rapa’.
La partie est de la banlieue de Pukete et sa voisine St Andrews sont construites sur une ancienne terrasse de la rivière.
Celle-ci est donc légèrement surélevée par rapport à la partir plaine alluviale plate, qui constitue la plus grande partie de la cité d’Hamilton.
Les terrains grimpent vers l’une des nombreuses petites collines, qui entourent la cité d’Hamilton au niveau de ‘Ngaio Place’ donnant une vue d’ensemble sur la plus grande partie de la ville d’Hamilton.
Les 4 voies du pont de Pukete (en) furent terminées pour Pâques de l’année 2013 bien en place dans le programme pour le long été sec.

## Éducation
Pukete a deux écoles primaires: ‘Pukete Primary school’ (allant de l’année 1 à 6) et ‘Te Rapa Primary school’ (allant de l’année 1 à 8).